# Lars Eller
Lars Fosgaard Eller (* 8. Mai 1989 in Rødovre) ist ein dänischer Eishockeyspieler. Der Center steht seit Juli 2025 bei den Ottawa Senators aus der National Hockey League (NHL) unter Vertrag. Zuvor verbrachte Eller insgesamt acht Spielzeiten bei den Washington Capitals, sechs Jahre bei den Canadiens de Montréal und spielte kurzzeitig für die Colorado Avalanche sowie Pittsburgh Penguins. Mit den Capitals gewann er in den Playoffs 2018 den Stanley Cup. Sein Vater Olaf war ebenfalls professioneller Eishockeyspieler und ist mittlerweile als Trainer tätig.

## Karriere

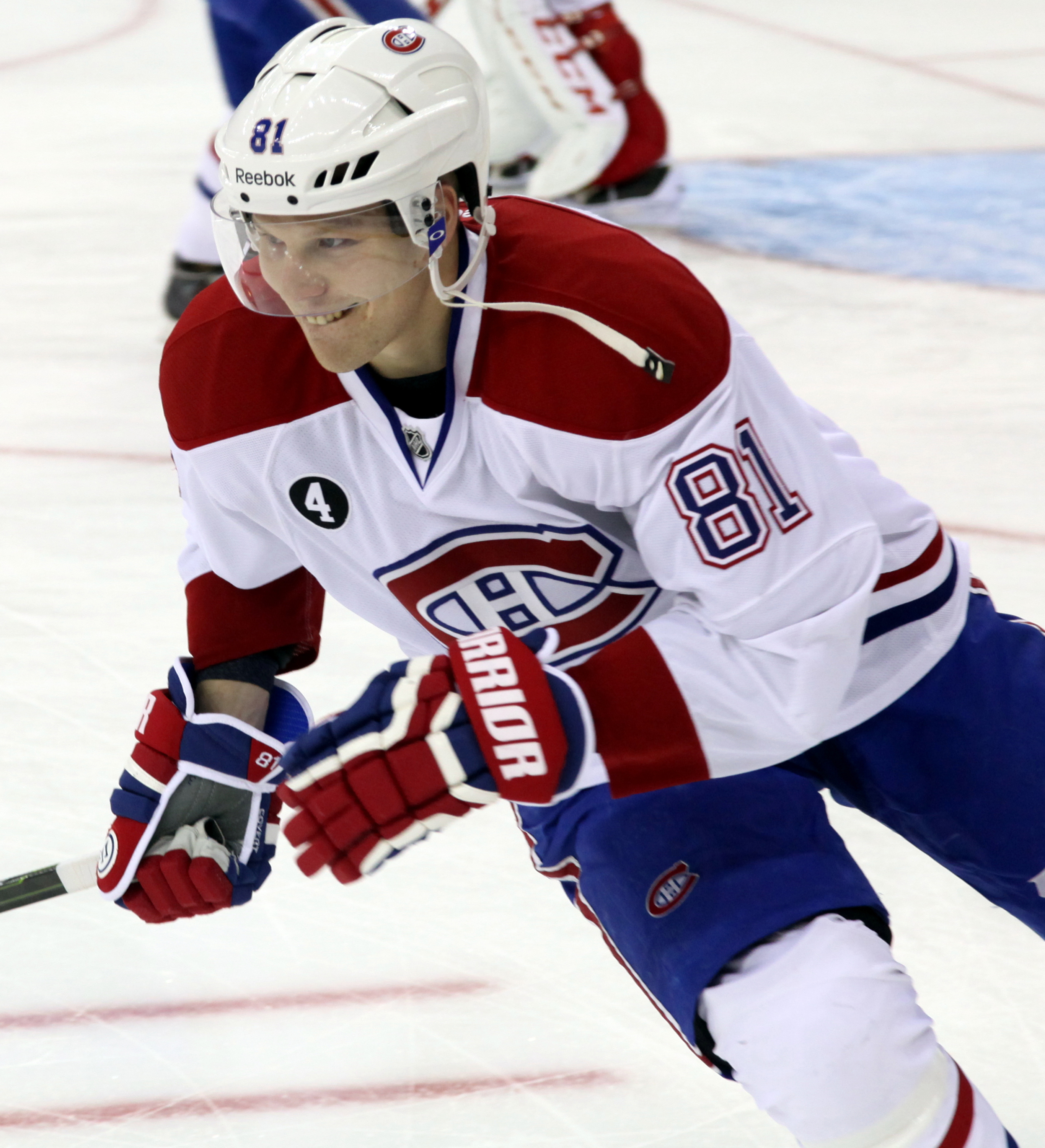
Eller im Trikot der Canadiens de Montréal

Lars Eller begann seine Karriere als Eishockeyspieler in seiner Heimatstadt in der Nachwuchsabteilung der Rødovre Mighty Bulls, in der er bis 2005 aktiv war. Anschließend erhielt er einen Vertrag beim schwedischen Verein Frölunda HC, für den er nach einem Jahr in deren Nachwuchsabteilung, in der Saison 2007/08 sein Debüt in der Elitserien gab. Dabei gab er in insgesamt 21 Spielen drei Vorlagen. Zudem stand der Angreifer in 19 Spielen für den Borås HC in der zweitklassigen HockeyAllsvenskan auf dem Eis. In der Saison 2008/09 konnte sich der Däne auf insgesamt 33 Scorerpunkte in 58 Spielen für Frölunda in der Elitserien steigern. Zudem wurde er 2007, als er außerdem Topscorer und bester Vorbereiter der J20 SuperElit war, und 2008 schwedischer U20-Meister mit seinem Klub.
Im NHL Entry Draft 2007 wurde der Linksschütze zudem in der ersten Runde als insgesamt 13. Spieler von den St. Louis Blues ausgewählt. Am 5. November 2009 gab er sein Debüt für die Blues in der National Hockey League und schoss zudem sein erstes Tor. Den Großteil der Saison 2009/10 kam er allerdings bei deren Farmteam Peoria Rivermen in der American Hockey League zum Einsatz. Bei diesen konnte er mit 18 Toren und 39 Vorlagen in 70 Spielen überzeugen und wurde in das All-Rookie Team der AHL gewählt. Zudem durfte er 2010 am AHL All-Star Classic teilnehmen. Im Juni 2010 gaben ihn die St. Louis Blues gemeinsam mit Ian Schultz im Tausch für Jaroslav Halák an die Canadiens de Montréal ab, bei denen er sich in der Saison 2010/11 auf Anhieb einen Stammplatz in deren NHL-Team erspielen konnte.
Im Juni 2016 wechselte Eller zu den Washington Capitals, die im Gegenzug je ein Zweitrunden-Wahlrecht für den NHL Entry Draft 2017 und 2018 nach Montréal schickten. Mit den Capitals gewann er in den Playoffs 2018 den Stanley Cup und damit den ersten Titel der Franchise-Geschichte, während er selbst zum ersten Dänen wurde, der auf der Trophäe verewigt wird. Zudem gelang ihm dabei das entscheidende Tor zum 4:3 im fünften Spiel der Finalserie, das in der Folge den Stanley-Cup-Gewinn bedeutete.
Nach über sechs Jahren in Washington wurde der Däne kurz vor der Trade Deadline im Februar 2023 an die Colorado Avalanche abgegeben, wofür die Capitals ein Zweitrunden-Wahlrecht im NHL Entry Draft 2025 erhielten. Dort beendete er die Spielzeit 2022/23 und wechselte anschließend im Juli 2023 als Free Agent zu den Pittsburgh Penguins. In deren Trikot bestritt er im Januar 2024 seine insgesamt 1000. Partie der regulären Saison in der NHL, was ihm als erstem Dänen überhaupt gelang. Nach etwas mehr als einer Saison in Pittsburgh kehrte Eller im November 2024 zu den Washington Capitals zurück, wofür die Penguins ein Drittrunden-Wahlrecht im NHL Entry Draft 2027 sowie ein Fünftrunden-Wahlrecht im NHL Entry Draft 2025 erhielten. Seine Rückkehr nach Washington begrenzte sich jedoch auf nur eine Saison, da er im Juli 2025 einen Vertrag bei den Ottawa Senators unterzeichnete.

### International
Für Dänemark nahm Eller im Juniorenbereich an den U18-Junioren-Weltmeisterschaften der Division I 2006 und 2007, als er bester Vorlagengeber des Turniers war, sowie den U20-Junioren-Weltmeisterschaften der Division I 2007, als er die beste Plus/Minus-Bilanz des Turniers aufwies, und 2009 und der U20-Junioren-Weltmeisterschaft der Top-Division 2008 teil.
Im Seniorenbereich stand er im Aufgebot seines Landes bei den Weltmeisterschaften der Jahre 2008, 2010, 2012, 2016 und 2019 sowie den Qualifikationen für die Olympischen Winterspiele 2010 und 2026.

## Erfolge und Auszeichnungen
| - 2007 Schwedischer U20-Junioren-Meister mit dem Frölunda HC - 2007 Topscorer und bester Vorbereiter der J20 SuperElit - 2008 Schwedischer U20-Junioren-Meister mit dem Frölunda HC | - 2010 Teilnahme am AHL All-Star Classic - 2010 AHL All-Rookie Team - 2018 Stanley-Cup-Gewinn mit den Washington Capitals |

### International
- 2007 Aufstieg in die Top-Division bei der U18-Junioren-Weltmeisterschaft der Division I, Gruppe B
- 2007 Bester Vorlagengeber der U18-Junioren-Weltmeisterschaft der Division I, Gruppe B
- 2007 Aufstieg in die Top-Division bei der U20-Junioren-Weltmeisterschaft der Division I, Gruppe A
- 2007 Beste Plus/Minus-Statistik bei der U20-Junioren-Weltmeisterschaft der Division I, Gruppe A

## Karrierestatistik
Stand: Ende der Saison 2024/25

### International
Vertrat Dänemark bei:
| - U18-Junioren-Weltmeisterschaft der Division I 2006 - U20-Junioren-Weltmeisterschaft der Division I 2007 - U18-Junioren-Weltmeisterschaft der Division I 2007 - U20-Junioren-Weltmeisterschaft 2008 - Weltmeisterschaft 2008 - U20-Junioren-Weltmeisterschaft der Division I 2009 | - Qualifikationsturnier für die Olympischen Winterspiele 2010 - Weltmeisterschaft 2010 - Weltmeisterschaft 2012 - Weltmeisterschaft 2016 - Weltmeisterschaft 2019 - Qualifikationsturnier für die Olympischen Winterspiele 2026 |

(Legende zur Spielerstatistik: Sp oder GP = absolvierte Spiele; T oder G = erzielte Tore; V oder A = erzielte Assists; Pkt oder Pts = erzielte Scorerpunkte; SM oder PIM = erhaltene Strafminuten; +/− = Plus/Minus-Bilanz; PP = erzielte Überzahltore; SH = erzielte Unterzahltore; GW = erzielte Siegtore; 1 Play-downs/Relegation; Kursiv: Statistik nicht vollständig)